# The Goon Show
The Goon Show — юмористическая радиопередача британской радиостанции BBC Home Service, выходившая с 1951 по 1960 годы. Выпуски первого сезона выходили с 28 мая по 20 сентября 1951 года под названием Crazy People; в дальнейшем передача называлась The Goon Show. Это название, по утверждению Спайка Миллигана, является ссылкой на персонажа мультфильмов о моряке Попае Элис Гун (англ. Alice Goon, от англ. goon — болван).
Создателем передачи и главным сценаристом был Спайк Миллиган. Основу сценария составляли нелепые сюжеты, сюрреалистические шутки, каламбуры, яркие фразы и множество странных звуковых эффектов. В поздних передачах использовались электронные звуки, созданные BBC Radiophonic Workshop, затем перекочевавшие в другие передачи. Многие сюжеты являлись сатирой на британские реалии, пародировали различные аспекты шоубизнеса, коммерции, промышленности, искусства, политики,  дипломатии, полицейских и военных ведомств.
BBC Transcription Services (TS) распространяла передачу за рубежом. С 1950-х годов его регулярно слушали в Австралии, Южной Африке, Новой Зеландии, Индии и Канаде, однако шутки часто подвергались цензуре В середине 1950-х годов трансляции передачи начала NBC.
Программа оказала заметное влияние на развитие британской и американской комедии и популярной культуры. The Beatles и Monty Python (особенно Клиз, Чепмен, Гиллиам, Пейлин и Джонс) говорили о большом влиянии, которое The Goon Show оказала на их творчество.

## Фильмография
Участники шоу выпустили несколько фильмов:
- 1951 — Let's Go Crazy (короткометражный). Режиссёр Алан Каллимор.
- 1951 — Penny Points to Paradise. Режиссёр Тони Янг.
- 1952 — Down Among the Z Men. Режиссёр Маклин Роджерс.
- 1956 — The Case of the Mukkinese Battle Horn (короткометражный). Режиссёр Джозеф Стерлинг.
- 1959 — The Running Jumping & Standing Still Film (короткометражный). Режиссёр Дик Лестер. Фильм номинирован на «Оскар»[11].